# The Salvation
The Salvation è un film del 2014 scritto e diretto da Kristian Levring, con protagonisti Mads Mikkelsen e Eva Green.
La pellicola è stata presentata, fuori concorso, durante la 67ª edizione del Festival di Cannes.

## Trama
Dopo la guerra in Danimarca del 1864, Jon e suo fratello Peter emigrano negli Stati Uniti e si stabiliscono da qualche parte tra il fiume Mississippi e le Montagne Rocciose. Sette anni dopo, arrivano la moglie di Jon, Marie e suo figlio di 10 anni, Kresten. Dopo che tutti si sono incontrati, Jon e la sua famiglia salgono a bordo di una diligenza diretta alla loro piccola residenza, mentre Peter rimane indietro. Nella carrozza vi sono anche due criminali rilasciati di recente, Paul e Lester, che iniziano a provocare Jon e infastidire sua moglie. La situazione degenera, e dopo una violenta colluttazione, i banditi buttano Jon fuori dalla carrozza in movimento, dopodiché ne stuprano la moglie, che poi uccidono assieme al figlio ed al conducente e alla guardia della diligenza.
Con grande sforzo, Jon raggiunge la carrozza e scopre che la sua famiglia è stata assassinata. Infuriato, uccide Paul e Lester.
All'insaputa di Jon, Paul è il fratello di Henry Delarue, un famigerato capobanda e barone della terra. Dopo aver appreso la notizia, Delarue uccide tre cittadini innocenti di Black Creek, la città che gli ha riferito la morte. Costringe anche i cittadini a collaborare e a trovare l'assassino di suo fratello. Delarue era una volta un colonnello dell'esercito che ha combattuto i nativi americani. A un certo punto, si afferma che una volta era un brav'uomo prima di essere distorto dalla guerra.
Dopo aver seppellito sua moglie e suo figlio, Jon decide di lasciare la città con Peter e vende la sua terra a Keane, sindaco e impresario di pompe funebri di Black Creek. Prima che possano andarsene, Jon e Peter vengono catturati dallo sceriffo e ministro della città, Mallick. Mentre Jon siede nella sua cella, Mallick gli dice che la sua morte farà guadagnare alla città più tempo mentre cerca di informare le autorità superiori delle azioni di Delarue. Nel frattempo, viene rivelato che Delarue sta lavorando con la Standard Atlantic Oil Company e, con l'aiuto del sindaco Keane, ha acquisito Black Creek e il terreno circostante, ricco di petrolio greggio non sfruttato. All'insaputa di Mallick, la società è riuscita a intercettare il suo messaggio di aiuto e impedire che raggiungesse le autorità. Madelaine, la cognata ora vedova di Delarue, che è muta, agisce come suo contabile e subisce abusi sessuali e fisici da parte sua.
La mattina dopo, Jon viene scortato alla base di Delarue, una città abbandonata, e viene legato a un palo e lasciato al sole. A Black Creek, Peter evade di prigione e uccide molti scagnozzi di Delarue. Libera Jon e la coppia scappa mentre viene inseguito da Delarue e dai suoi uomini rimasti.
Rendendosi conto che Jon è troppo debole per andare avanti, Peter lo nasconde e porta via la banda, e alla fine viene catturato e ucciso. Approfittando dell'assenza di Delarue, Madelaine ruba i suoi soldi e sale a bordo di un treno. Tuttavia, il treno viene intercettato e lei viene catturata. Delarue dice ai suoi uomini di uccidere Madelaine dopo che hanno finito di violentarla.
Jon vaga per la campagna, in cerca di acqua e riparo. Si imbatte in una piccola residenza appartenente alla signora Whistler, il cui marito è stato ucciso da Delarue. Jon si rifugia in casa sua per riprendersi dalle ferite mentre la signora Whistler e i suoi figli fuggono. Dopo essere tornato in città, affronta e uccide il sindaco Keane per il suo inganno. Al negozio di alimentari, si arma e con riluttanza accetta l'aiuto di Voichek, il giovane magazziniere a cui la nonna è stata uccisa da Delarue.
Jon usa diversivi e tattiche di guerriglia per uccidere gli scagnozzi di Delarue uno alla volta. Voichek viene ucciso e inavvertitamente dà fuoco all'hotel dove è detenuta Madelaine, permettendole di fuggire. Delarue trova e ferisce Jon. Proprio mentre sta per uccidere Jon, Madelaine spara a Delarue due volte e Jon lo finisce con un colpo alla testa.
Lo sceriffo Mallick e i suoi agenti arrivano sulla scena e ringraziano Jon. Quando cercano di arrestare Madelaine, Jon ordina loro di andarsene e afferma che la porterà con sé. I due partono per iniziare la loro nuova vita insieme e durante i titoli di coda si scopre che la terra viene infine rilevata dalla compagnia petrolifera.

## Produzione
Il budget del film è stato di circa 10,5 milioni di Euro.
Le riprese si sono svolte interamente in Sudafrica, tra Johannesburg e Cullinan.

## Distribuzione
Il film è stato distribuito nelle sale cinematografiche danesi a partire dal 22 maggio 2014, mentre in Italia dall'11 giugno 2015.

## Riconoscimenti
- 2014 - Chicago International Film Festival
  - Candidatura per il premio del pubblico
- 2015 - Premio Robert
  - Candidatura per il premio del pubblico
  - Candidatura per la miglior scenografia a Jørgen Munk
  - Candidatura per la miglior fotografia a Jens Schlosser
  - Candidatura per i migliori costumi a Diana Cilliers
  - Candidatura per il miglior trucco a Ann Elizabeth Bartels
  - Candidatura per la miglior colonna sonora a Kasper Winding
  - Candidatura per i migliori effetti visivi a Thomas Busk, Kim Fersling, Alexander Schepelern